# 大牟田中学校・高等学校
大牟田中学校・高等学校（おおむたちゅうがっこう・こうとうがっこう）は、福岡県大牟田市大字田隈（中学校）と福岡県大牟田市大字草木（高校）にある私立中学校・高等学校。略称は「大中」（だいちゅう）、「大高」（だいこう）。

## 概要
非常に歴史の古い学校であり、2019年には創立100周年を迎えた。
全国高等学校駅伝競走大会（男子）で5度の優勝を果たしている。

## 沿革
- 1919年10月 - 大牟田職業学校として創立。
- 1920年11月 - 校名を大牟田工芸学校と改称。
- 1943年4月 - 校名を大牟田工業学校と改称。
- 1948年3月 - 大牟田工業高等学校が設置認可。
- 1949年4月 - 普通科を新設（1954年廃止）
- 1952年3月 - 電気科を設置。
- 1953年4月 - 校名を大牟田高等学校と改称し商業科を新設。
- 1963年4月 - 機械科を新設。
- 1965年4月 - 商業科に女子課程を設置。
- 1975年4月 - 普通科を再度新設。
- 1975年12月 - 全国高等学校駅伝競走大会初優勝（以降、1976年・1988年・1991年・2000年の計5回優勝）。
- 1983年4月 - 普通科が男女共学となる。
- 1988年4月 - 機械科を電子機械科と改称。
- 1989年4月 - 普通科に特進コース設置。
- 1997年4月 - 中学校を開校（誠進コース）。
- 2000年4月 - 商業科を情報ビジネス科と改称。
- 2007年3月 - 第79回選抜高等学校野球大会に九州地区代表として初出場。
- 2007年4月 - 中高一貫コース（誠進コース）内に医歯薬コースを設置。

## 入試・クラス編成
普通科の入試において、従来はほとんどが特進コースのみの募集であり、誠進コース（中高一貫コース）の募集は若干名であった。しかし、近年は誠進コースへの高校からの入学者の募集を積極的に行っている。総合学科、工業科は2年進級時にそれぞれ系列、学科選択を行う。
普通科は進学実績が向上してきており、国公立大学の合格者も増えている。

## 設置学科
- 普通科
  - 特進コース
  - 誠進コース（中高一貫コース）

- 総合学科　※2年進級時に系列選択を行う。
  - 進学（準特進）系列
  - ビジネスマネジメント系列
  - マルチメディア系列
  - 子ども・福祉系列
  - フードコーディネート系列

- 工業科　※2年進級時に学科選択を行う。
  - 建築科
  - 土木科
  - 電気科
  - 電子機械科

- 調理科

## 文化祭・体育祭
1年ごとに文化祭、体育祭を交互に行っている。文化祭は羽山祭と呼ぶ。

## 短期留学
フランスEABJM校との短期交換留学制度がある。また、中学校の修学旅行として、中学3年時にオーストラリアへの短期留学を行っている。

## 部活動
部活動には積極的に力を入れている。特に駅伝部は1986年より31年連続で全国高校駅伝へ出場を果たした。優勝5回（歴代6位）・準優勝10回（歴代1位）・入賞28回（歴代4位）を誇る強豪である。柔道部も2021年度全国高校選手権男子団体優勝などオリンピック選手を輩出している名門である。吹奏楽部はマーチングの強豪。野球部は2007年春（第79回）に出場した。同じく2007年（平成19年）、そして2008年（平成20年）には、弁論部がディベート甲子園に出場している。また、エコラン・ロボット愛好会が2008年（平成20年）に第24回ホンダエコノパワー燃費競技九州大会高校の部で優勝している。
- 野球部
- 駅伝部
- 柔道部
- サッカー部
- ソフトテニス部
- バスケットボール部
- バレーボール部
- バドミントン部
- 陸上部
- 水泳部
- 卓球部
- 弓道部
- 剣道部
- 吹奏楽部
- 弁論部
- 美術部
- 放送部
- 無線部
- 英語部
- 文芸部
- 新聞部
- 茶道部
- 書道部
- 写真部
- 家庭部
- ボランティア部
- パソコン部
- ワープロ部
- 情報処理部
- エコラン・ロボット愛好会
- 部落研究会
- ゴルフ愛好会
- 軽音愛好会
- 自転車競技同好会

## 制服
- 特進コース・総合学科・工業科・調理科
  - 男子：一般的な学生服。
  - 女子：チェックのスカートにブルーまたはピンクのブラウスにネクタイかリボンを着ける。上着は紺のブレザー。
- 中学校・誠進コース
  - 男子：夏はブルー、冬は白のシャツに紺のブレザー。パンツはグレーの千鳥。
  - 女子：紺のプリーツスカートに丸襟ブラウス。夏はチェックのベスト、冬は紺の上着を着用。

- 中学校は2008年度の入学生より制服が変更となり、男子は白シャツにブレザー、エンジ色のネクタイ、女子はストライプのスカート、丸襟ブラウスにエンジ色のリボン、上着という組み合わせになっている。

## 校歌
- 作詞：頓田元穂
- 作曲：古関裕而

## 通学手段など
- 銀水駅・西鉄銀水駅から西鉄バス大牟田 草木バス停・羽山台小学校前バス停
- 大牟田市・みやま市・荒尾市・南関町・和水町・大川市・柳川市からスクールバスを運行している。

## 主な出身者
陸上
- 大見治夫[2]
- 吉富悟
- 磯松大輔
- 土橋啓太
- 伊達秀晃
- 福田穣
- 鬼塚翔太
- 太田蒼生

野球
- 村上隆行
- 宮脇則昭
- 阿部和成
- 中島彰吾

柔道
- 西田孝宏
- 塘内将彦
- 杉野健次郎
- 原田堅一
- 吉永慎也
- 立山広喜
- 佐藤正大
- 宮之原誠也
- 小西誠志郎
- 友清光
- 森健心
- 高森啓吾
- 竹市裕亮
- 田中裕大
- 三木望夢
- 山口葵良梨

ゴルフ
- 福永和宏

### 芸能
- 中島浩二
- 甲斐智枝美

## 関連書籍
- 『ジュニア陸上競技教典』（全国高等学校体育連盟陸上競技部(編)、陸上競技社、1997/3、クロスカントリーの項を大見治夫（大牟田高校駅伝部監督）が執筆）
- 『走れ!都大路　大牟田高校駅伝部の挑戦』（制作委員会(企画・編集)、有明新報社、2003/9、創部から2002年までの駅伝部と大見治夫監督の軌跡を詳述）